# Car Zhi od Hana
Car Zhi od Hana (138-146) bio je kineski car od dinastije Han. Bio je izravni potomak cara Zhanga. Na prijestolje je došao u dobi od sedam godina, nakon što je preminuo njegov rođak, dvogodišnji car Chong. U to vrijeme je carskim dvorom dominirao Liang Ji, brat carice majke Liang. Iako je Zhi bio tek dijete, prema navodima kineskih povjesničara, pokazao je smisao za procjenjivanje karaktera i političke situacije, tako da je za tiranskog Liang Jia javno izrekao da je "drzak". Liang Ji je to shvatio kao znak otpora njegovoj vlasti, te je cara-dijete dao otrovati. Liang Ji je potom preko svoje sestre za novog cara uspio proglasiti Liu Zhija, koji je otada nosio titulu car Huan.